# Neil Hague (cầu thủ bóng đá)
Neil Hague (sinh ngày 1 tháng 12 năm 1949 tại Thurcroft, Rotherham, South Yorkshire - mất ngày 24 tháng 7 năm 2022)  là một cựu cầu thủ bóng đá, thi đấu cho Rotherham United, Plymouth Argyle, Bournemouth, Huddersfield Town, và Darlington.
Năm 1980, ông được ký hợp đồng để chơi với đội mở rộng của ASL là Phoenix Fire, nhưng đội đã xếp lại trước mùa giải.